# النهقه
النهقة هي إحدى قرى محافظة بيشة في الجنوب الغربي وتتبع منطقة عسير في المملكة العربية السعودية.

## التسمية والموقع
النـَّهْقَةَ: بفتح النون المشددة مع اسكان الهاء وفتح القاف وفتح آخره، وقد ذكرها الرداعي في أرجوزة الحج حيث قال:
- ثم ببعطان بواجي الوسج تؤم من بيشة وادي ترج
- بملطس ذ مقسم أزج شجابة الموماة أي شج
- تعلو به النهقة ذات الفج حيث بريد الصخر مثل العلج[4]

وقال الهمداني النهقة نجاة وعقبة.
والنهقة قرية من قرى بني منبه وتقع جنوب شرق مركز الحازمي على مسافة 3 أكيال وإلى الجنوب من وادي ترج وبجانبها قرية البدور الأثرية، وتقع إلى الجنوب من مدينة بيشة على بعد حوالي 25 كيلو متر.